# Jakob von Bludau
Jakob von Bludau (* vor 1318; † 20. Januar 1358 in Powunden) war Priester des Deutschen Ordens und Bischof von Samland.

## Leben
Aus einer der ältesten Vasallenfamilie der samländischen Kirche stammend, die seit Mitte des 13. Jahrhunderts beim Dorf Bludau (heute russisch: Kostrowo) nahe Fischhausen (Primorsk) ansässig war, verlieh er seinem Bruder Sander 1350 fünf Hufen Land zwischen Bludau und Geidau (Prosorowo) und 1354 weitere 20 angrenzende Morgen. 
Als Priester des Deutschen Ordens war er vermutlich seit 1318 Domherr, 1322 wurde er Domkustos und 1331, erneut auch seit 1334, Dompropst von Samland. Nach dem Tod des samländischen Bischofs Johann Clare wurde Jakob von Bludau von Papst Clemens VI., der sich die Besetzung des Bistums Samland reserviert hatte, am 2. November 1344 zum Nachfolger ernannt und empfing in Avignon durch Bertrand de Poietto (1327–1352), Kardinalbischof von Ostia und Velletri, die Bischofsweihe.
Am selben Tag gestattete ihm Clemens VI. zur Deckung der entstehenden Kosten die Aufnahme eines Darlehens von 2000 fl., des Weiteren durfte er die Dompropstei an einen Kandidaten seiner Wahl weitergeben. Die Zahlung der Servitien in Höhe von 800 fl. sagte er durch den samländischen Domherrn und früheren Hochmeisterkaplan Heinrich von Waldicke (von Thorn) zu. Dieser beglich die Summe im Juni 1345. Bludau kehrte über Marburg, wo er der Elisabeth-Kirche eines Ablass verlieh, nach Preußen zurück und ist seit Januar 1346 in seiner Diözese bezeugt.
Er führte die unter seinen Vorgängern Siegfried von Regenstein und Johann Clare begonnene Kolonisation und Erschließung des Bischofslandes fort. Nach der vollständigen Eroberung des Landes Nadrauen wurde das Gebiet im November 1352 gemäß der alten Teilungsregelung von 1243 zwischen dein Deutschen Orden und der samländischen Kirche aufgeteilt: vom bischöflichen Drittel an Inster und Pregel in der Gegend der wohl schon zuvor von ihm errichteten Georgenburg trat er im Mai 1353 das westliche Drittel an das Domkapitel ab. Die Domherren gestatteten ihm dagegen die Errichtung eines Getreidespeichers im Dombezirk. 
Im September 1352 verschrieb Bludau dem Bischof von Kurland, Johann, der nach langwierigem Streit mit dem Deutschen Orden in Livland sein Amt resigniert hatte, an der Bledauer Beek ein Grundstück zur Errichtung eines Hauses.
Über sein geistliches Wirken sind wenig Zeugnisse erhalten. Im Dezember 1348 entschied er gemeinsam mit seinem Domkapitel einen Streit zwischen dem Pfarrer der Königsberger Altstadt und dem Domdekan über die Aufteilung der Opfer in der altstädtischen Pfarrkirche. Dem Zisterzienserkloster Pelplin in Pommerellen stiftete er 1350 nach einem Brand zwölf Mark für den Wiederaufbau. Im selben Jahr konsekrierte er die Kirche, den Hochaltar und den Friedhof des durch Hochmeister Heinrich Dusemer 1349 errichteten Benediktinerinnenklosters im Löbenicht zu Königsberg. 
Zur besseren seelsorgerischen Betreuung der prussischen Bevölkerung teilte er 1352 das ausgedehnte Kirchspiel von Fischhausen und errichtete in Heiligkreuz (heute russisch: Krasnotorowka) eine neue Pfarrkirche. Im April 1354 bestätigte er die Statuten einer neu gegründeten Bruderschaft der armen Priester in Königsberg, in dessen Dom er auch sein Grab fand.